# Udienza di convalida dell'arresto o del fermo
L'udienza di convalida dell'arresto o del fermo, nell'ordinamento giuridico italiano, è disciplinata dall'art. 391 del codice di procedura penale ed è necessaria per rendere stabili, al ricorrere dei presupposti previsti dalla legge, gli effetti dell'arresto in flagranza di reato o del fermo di indiziato di delitto, quali misure precautelari disposte dalla polizia giudiziaria e dal pubblico ministero.

## Presupposti
L'udienza deve essere fissata dal giudice per le indagini preliminari al più presto e comunque non oltre le 48 ore dalla richiesta di convalida da parte del pubblico ministero dandone avviso a questi e all'avvocato difensore, nonché all'arrestato o fermato già liberato a norma dell'art. 121 comma 1 disp. att. al codice di procedura penale.

## Svolgimento dell'udienza
L'udienza si svolge in camera di consiglio con la partecipazione necessaria del difensore dell'arrestato o fermato. Se lo stesso non è stato reperito il giudice ne nominerà uno di ufficio.

Il pubblico ministero, se comparso, indica i motivi dell'arresto o del fermo e formula le richieste in ordine alla libertà personale. Il giudice, per consentire l'esercizio del diritto di difesa, interroga l'arrestato o fermato e sente in ogni caso il suo difensore.
Il giudice decide sulla richiesta di convalida adottando il relativo provvedimento se l'arresto o il fermo risulta legittimo e la polizia giudiziaria e il pubblico ministero hanno osservato i termini previsti dagli artt. 386 comma 3° e 390 comma 1°. Il giudice deve disporre anche in ordine alla libertà personale dell'arrestato o fermato.
Se ricorrono le condizioni di applicabilità e taluna delle esigenze cautelari, il giudice dispone l'applicazione di una misura coercitiva: la custodia cautelare. Quando non applica la misura, il giudice dispone con ordinanza l'immediata liberazione dell'arrestato o fermato.

## Decadenza
L'arresto o il fermo cessa di avere efficacia se l'ordinanza di convalida non è pronunciata o depositata nelle 48 ore successive al momento in cui l'arrestato o fermato è stato posto a disposizione del giudice..
L'inefficacia comporta l'indifferibile ed immediata scarcerazione ovvero cessazione della misura di privazione della libertà personale.

Più in generale, la Costituzione dispone che:
Non è ammessa forma alcuna di detenzione, di ispezione o perquisizione personale, né qualsiasi altra restrizione della libertà personale, se non per atto motivato dell'Autorità giudiziaria e nei soli casi e modi previsti dalla legge. 

In casi eccezionali di necessità ed urgenza, indicati tassativamente dalla legge, l'autorità di Pubblica sicurezza può adottare provvedimenti provvisori, che devono essere comunicati entro quarantotto ore all'Autorità giudiziaria e, se questa non li convalida nelle successive quarantotto ore, si intendono revocati e restano privi di ogni effetto.»
(art. 13 della Costituzione)

## Ricorso
L'ordinanza che decide sulla convalida è suscettibile di ricorso per cassazione dall'arrestato o fermato o dal suo difensore se dispone la convalida, dal pubblico ministero se la nega.